# Völkermord-Gedenkstätte Montebello
Das Armenische Völkermord-Märtyrer-Monument (englisch Armenian Genocide Martyrs Monument), besser bekannt als Völkermord-Denkmal Montebello (englisch Montebello Genocide Memorial), ist ein Monument im kalifornischen Montebello, das den Opfern des Völkermords an den Armeniern 1915–1923 im Osmanischen Reich gewidmet ist.
Das Monument, eröffnet am 21. April 1968, ist ein Turm aus acht Bögen, gestützt von 23 Meter großen weißen Betonsäulen. Die Gedenkstätte wurde von Hrant Agbabian entworfen, der erste Spatenstich fand 1967 statt. Architektonisch greift das Monument Merkmale der historischen Armenischen Architektur auf. Es ist das älteste und größte Mahnmal in den Vereinigten Staaten, welches den Opfern dieses Völkermords gewidmet ist. Der Eigentümer ist die Stadt Montebello.

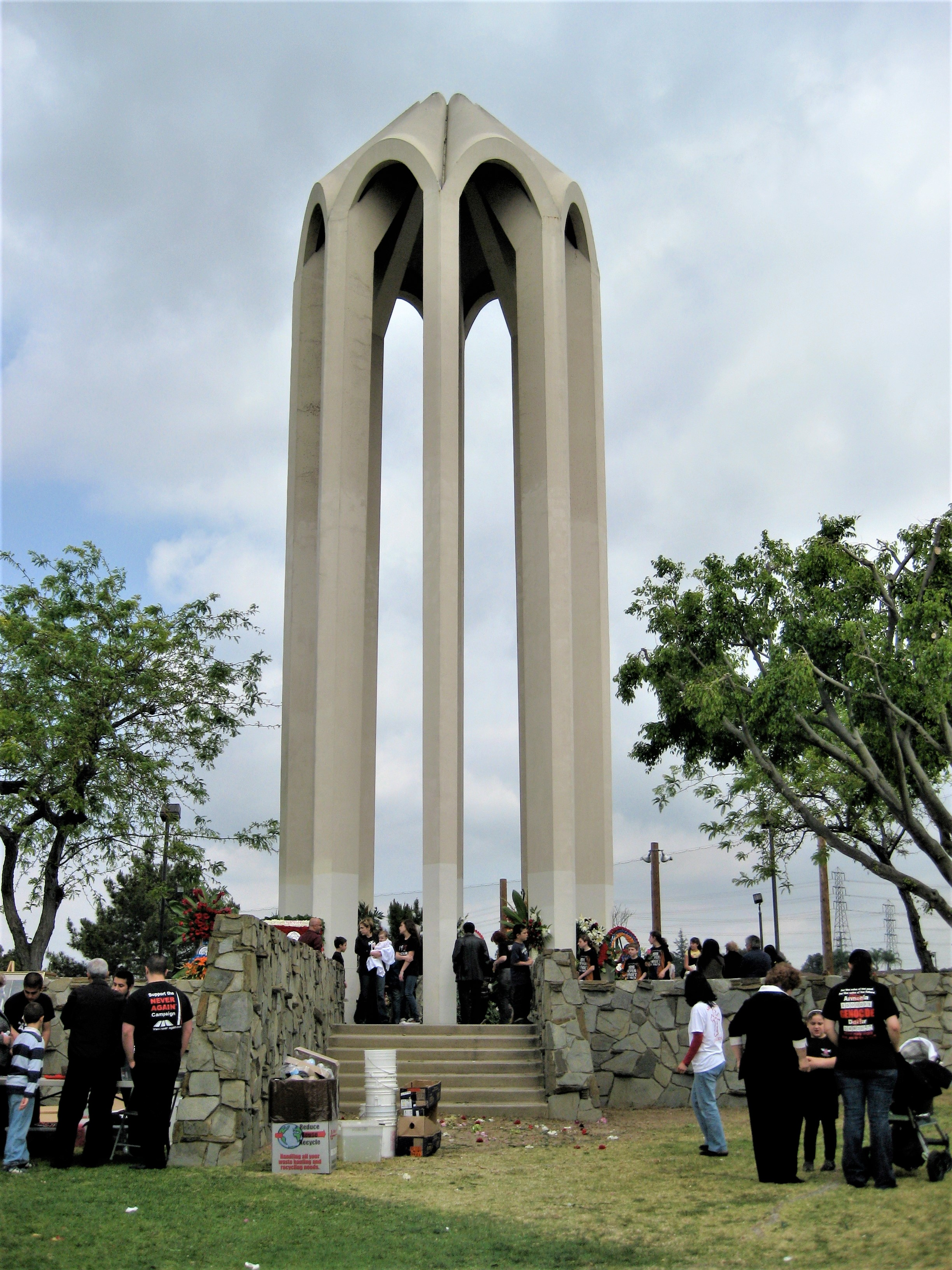
Das Armenische Völkermord-Märtyrer-Monument

Die Inschrift an der Gedenkstättenplakette besagt:

„This Monument erected by Americans of Armenian descent, is dedicated to the 1,500,000 Armenian victims of the Genocide perpetrated by the Turkish Government, 1915–1921, and to men of all nations who have fallen victim to crimes against humanity.“

Als Teil des Völkermordgedenktages versammeln sich jedes Jahr am 24. April Tausende Armenier aus verschiedenen Teilen des Großraums Los Angeles sowie amerikanische Politiker und legen Blumen in Erinnerung an die Opfer des Völkermords nieder.

## Geschichte
Nach dem 50. Jahrestag des Völkermords an den Armeniern 1965 entschied sich die armenische Gemeinde von Los Angeles dazu, eine Gedenkstätte zu errichten, welche als ständiger Versammlungsort zum Gedenken an die Völkermordopfer dienen sollte. Monate später sicherte die Stadt Montebello dafür einen Platz in einem öffentlichen Park zu. Armenier aus der ganzen Welt nahmen an der Finanzierung teil und spendeten 125.000 US-$.
Architektonisch
Garin K. Hovannisian (Sohn des Politikers Raffi Hovannisian sowie Enkel des Geschichtswissenschaftlers Richard Hovannisian) beschrieb in seinem Buch Family of Shadows aus dem Jahre 2010 die Errichtung des Monuments als „Meilenstein für die Armenier der Vereinigten Staaten“. Er fährt danach fort „es brauchte fast fünf Jahre Rathaussitzungen, Stadthallendebatten und Fundraising um in einem öffentlichen Park ein Monument einzuweihen“. Er merkt auch an, dass „ARF, Ramgavar, Armenakan, Apostoliken, Katholiken, Protestanten und jede andere Kategorie von Armeniern am Bicknell-Park für die Eröffnungszeremonie zusammentraf“. Mehr als Zehntausend Armenier begleiteten die Einweihungszeremonie. Der damalige Staatssenator George Deukmejian, der später Gouverneur von Kalifornien werden sollte, las Gouverneur Ronald Reagans Verkündigung vor.
Hinweise auf den Standort des Völkermord-Märtyrer-Monuments  wurden am 22. März 2011 entlang der Autobahn nahe der Ausfahrt Garfield/Wilcox aufgestellt.
Das Monument soll zum 100. Jahrestag des Völkermords an den Armeniern 2015 unter Denkmalschutz gestellt werden.

## Galerie

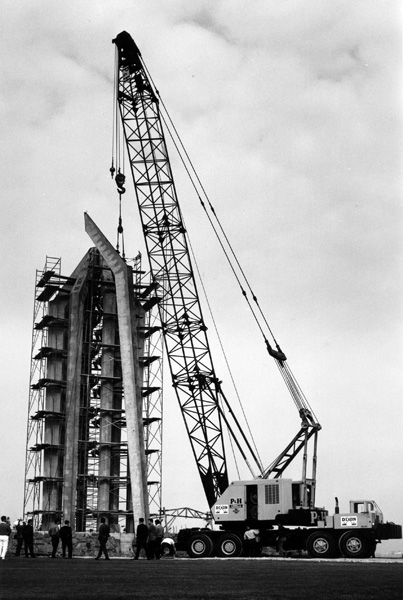
Die Gedenkstätte im Bau
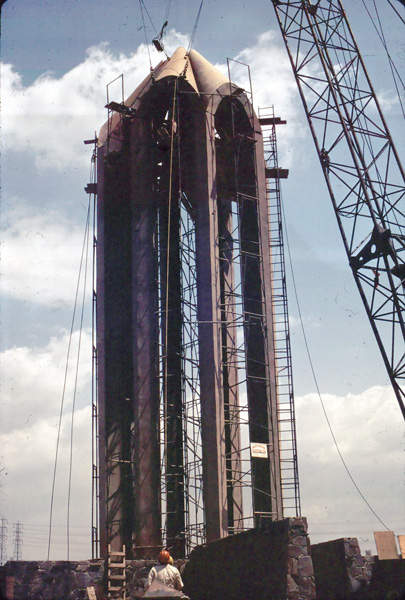
Bau der Gedenkstätte
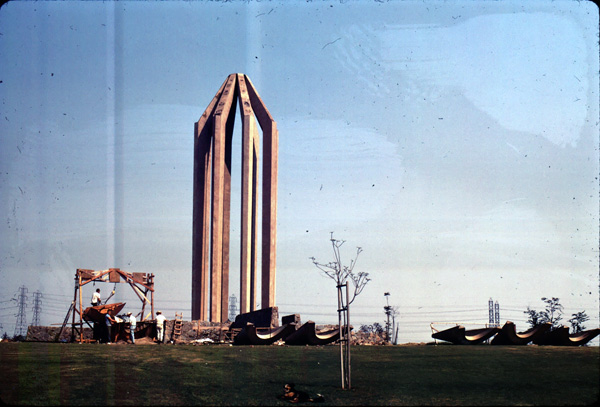
Fernansicht zum Mahnmal während des Baus
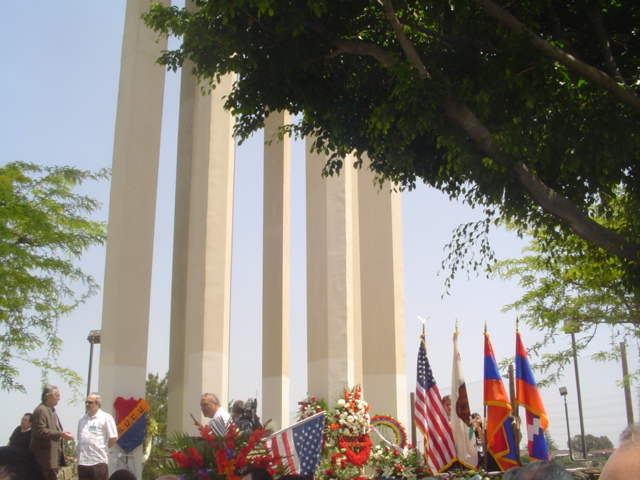
24. April 2008
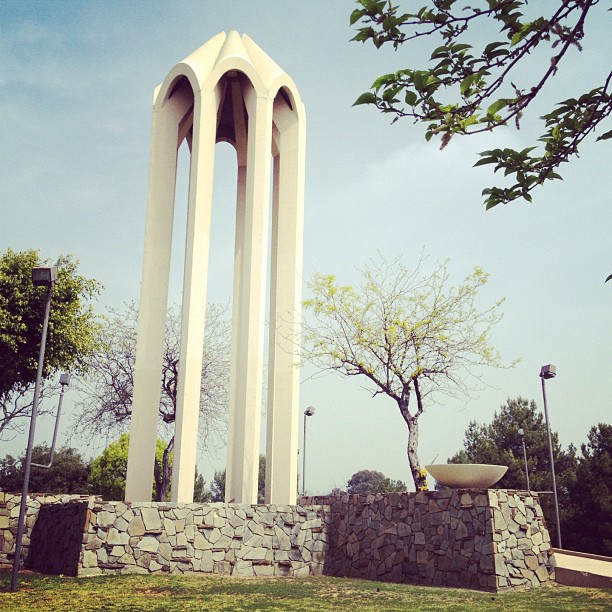
Die Gedenkstätte 2012
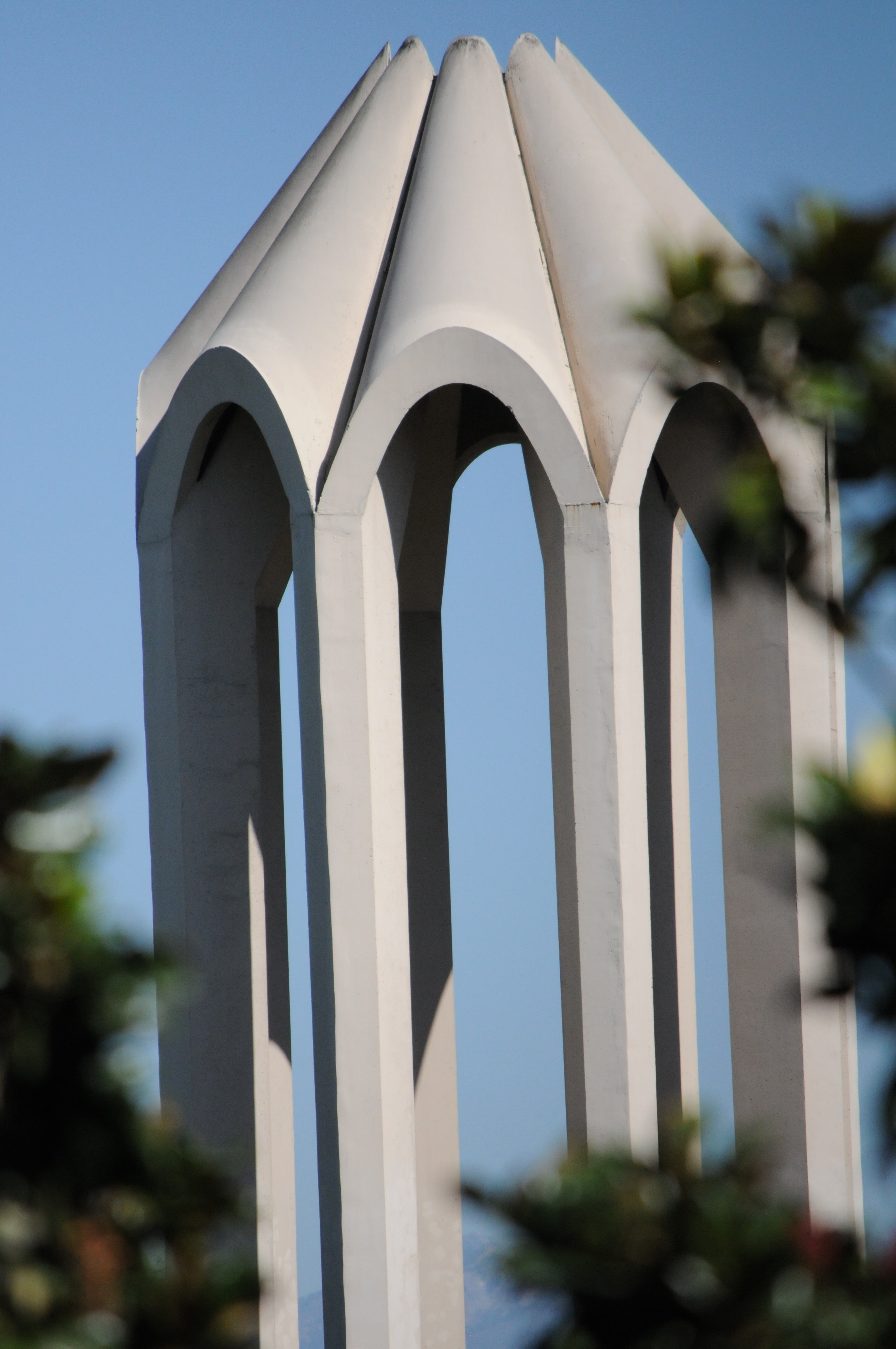
Nahansicht

## Bibliografie
- Garin K. Hovannisian: Family of Shadows. A Century of Murder, Memory, and the Armenian American Dream. HarperCollins, New York 2010, ISBN 978-0-06-179208-3.